# Ascomorphella volvocicola
Ascomorphella volvocicola is een raderdiertjessoort uit de familie Trichocercidae. De wetenschappelijke naam van deze soort is voor het eerst geldig gepubliceerd in 1886 door Plate.